# Xenophrys zhangi
Xenophrys zhangi (tên tiếng Anh: Zhang's Horned Toad) là một loài lưỡng cư thuộc họ Megophryidae.
Loài này có ở Trung Quốc và có thể cả Nepal.
Môi trường sống tự nhiên của chúng là rừng ôn đới và sông ngòi.